# Scotura longipalpata
Scotura longipalpata är en fjärilsart som beskrevs av Paul Dognin 1923. Scotura longipalpata ingår i släktet Scotura och familjen tandspinnare. Inga underarter finns listade.